# Echinodictyum carlinoides
Echinodictyum carlinoides är en svampdjursart som först beskrevs av Jean-Baptiste Lamarck 1814.  Echinodictyum carlinoides ingår i släktet Echinodictyum och familjen Raspailiidae. Inga underarter finns listade i Catalogue of Life.